# Gamarthe
Gamarthe (Baskisch: Gamarte) is een gemeente in het Franse departement Pyrénées-Atlantiques (regio Nouvelle-Aquitaine) en telt 105 inwoners (1999). De plaats maakt deel uit van het arrondissement Bayonne.

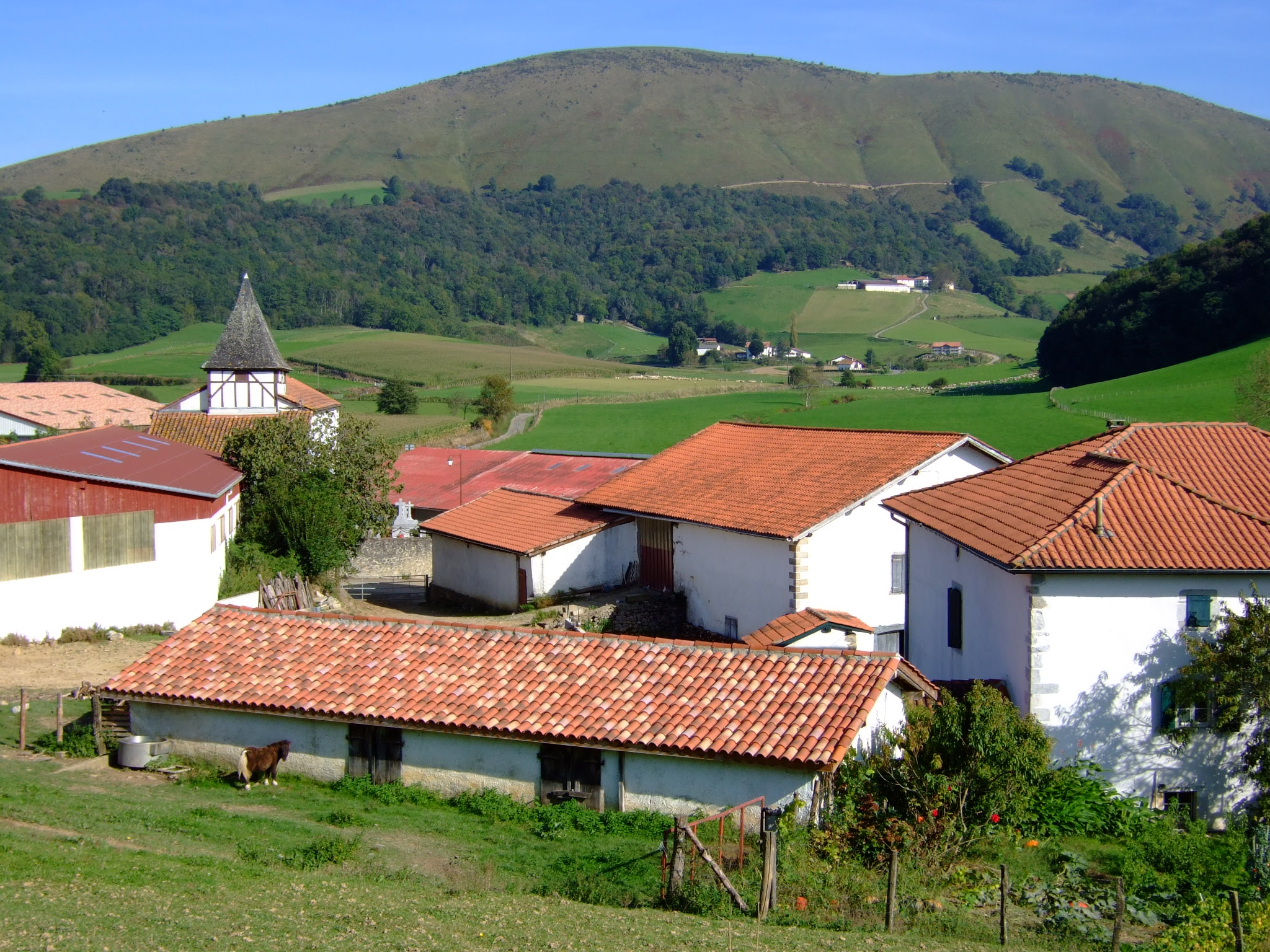
Zicht op Gamarthe

## Geografie
De oppervlakte van Gamarthe bedraagt 9,5 km², de bevolkingsdichtheid is 11,1 inwoners per km².
De onderstaande kaart toont de ligging van Gamarthe met de belangrijkste infrastructuur en aangrenzende gemeenten.

## Demografie
Onderstaande figuur toont het verloop van het inwonertal (bron: INSEE-tellingen).